# National Lampoon Presents Dorm Daze
National Lampoon Presents Dorm Daze is een Amerikaanse filmkomedie en klucht uit 2003 die geregisseerd is door de broers David en Scott Hillenbrand.

## Verhaal
In de dagen voor kerstmis huurt Styles McFee (Patrick Renna) een prostituee, Dominique (Boti Bliss), in voor zijn broer Booker (Chris Owen) zodat deze zijn maagdelijkheid kan verliezen. Booker ziet dit niet zitten omdat hij zijn eerste keer wil beleven met Rachel (Gable Carr) die aan de overkant van de hal woont.
Een andere student, Wang (Paul H. Kim) wacht op een Franse uitwisselingsstudent die ook Dominique (Marie Noelle Marquis) heet. Als Wang naar werk gaat en Dominique, de student, aankomt denkt iedereen dat ze de prostituee is terwijl de prostituee als de student wordt aangezien door iedereen inclusief de twee roddelaars Lynne (Jennifer Lyons) en Marla (Danielle Fishel). Adrienne (Cameron Richardson) is op de vlucht voor Newmar (Tony Denman) waarmee ze in een dronken bui heeft gezoend. Ze is ook op zoek naar een tas die van haar vriendin Claire (Tatyana Ali) is die op haar beurt problemen heeft met haar vriend Tony (Edwin Hodge). Newmar probeert Adrienne van zijn liefde te overtuigen, maar raakt in de problemen als zijn liefdesbrief bij de homoseksuele Foosball (Randy Spelling) terechtkomt.
Adriennes kamergenoot Gerri (Marieh Delfino) vindt een tas die op die van Claire lijkt, maar gevuld is met 30 000 dollar. Ze wordt aangezien als Britany de Slang door gangster Lorenzo (Courtney Gains). Pete (Patrick Cavanaugh) krijgt bezoek van zijn vriend Cliff (James DeBello) maar als Pete naar werk gaat werkt Cliff samen met Dominique de prostituee om de handtas in handen te krijgen.

## Rolverdeling
- Patrick Renna als Styles McFee
- Chris Owen als Booker McFee
- Boti Bliss als Dominique de prostituee
- Gable Carr als Rachel
- Paul H. Kim als Wang
- Marie Noelle Marquis als Dominique de student
- Jennifer Lyons als Lynne
- Danielle Fishel als Marla
- Cameron Richardson als Adrienne
- Tony Denman als Newmar
- Tatyana Ali als Claire
- Edwin Hodge als Tony
- Randy Spelling als Foosball
- Marieh Delfino als Gerri Farber
- Courtney Gains als Lorenzo de Black Hand
- Patrick Cavanaugh als Pete
- James DeBello als Cliff Richards

## Vervolg
In 2006 werd er een direct-naar-video vervolg gemaakt: National Lampoon's Dorm Daze 2 waar het merendeel van de cast uit het eerste deel ook in te zien is. In 2009 werd er een derde film gemaakt, Transylmania, waarbij enkele personages uit de voorgaande films een semester in Roemenië gaan studeren.